# Памятник Вампилову (Иркутск)
Па́мятник Алекса́ндру Вампи́лову в Иркутске — памятник, установленный русскому советскому драматургу и прозаику Александру Вампилову (1937—1972) в 2003 году. Скульптор — народный художник России Михаил Переяславец.
Был открыт 20 сентября 2003 года в Правобережном округе Иркутска на улице Карла Маркса в сквере у Иркутского академического драматического театра.
Памятник изображён на почтовом конверте.

## Галерея
- Фрагмент памятника — подпись
- Доска у памятника